# Agnieszka Obremska-Malinowska
Agnieszka Obremska po mężu Malinowska (ur. 10 lipca 1973) – polska siatkarka, reprezentantka i mistrzyni Polski.
W reprezentacji Polski debiutowała 24 kwietnia 1993 w towarzyskim spotkaniu z Estonią. Trzykrotnie wystąpiła w mistrzostwach Europy (1995 – 10 m., 1997 – 6 m., 1999 – 8 m.). Ostatni raz zagrała w reprezentacji Polski w meczu mistrzostw Europy z Bułgarią - 29 września 1999. Łącznie wystąpiła w 158 spotkaniach reprezentacji Polski, w tym 140 oficjalnych.
Przez całą karierę sportową związana z Pałacem Bydgoszcz, była w barwach tego klubu mistrzynią Polski (1993), wicemistrzynią (2001) i brązową medalistką (1998, 2002). W latach 1992 i 2000 sięgnęła także po Puchar Polski. Po zakończeniu kariery sportowej pracuje jako trener siatkówki drużyn młodzieżowych w Pałacu Młodzieży w Bydgoszczy.